# أليكسي كوستنكو
أليكسي كوستنكو (بالروسية: Костенко, Алексей Игоревич)‏ هو لاعب كرة قدم روسي في مركز الوسط، ولد في 19 نوفمبر 1984 في موسكو في روسيا. لعب مع سبارتاك موسكو وسبارتاك نالتشيك ونادي سكا.